# Youssoupha
Youssoupha Mabiki, noto semplicemente come Youssoupha (Kinshasa, 29 agosto 1979), è un rapper francese di origini congolesi.

## Biografia

### Origini
Youssoupha è nato il 29 agosto 1979 a Kinshasa nella Repubblica Democratica del Congo. Suo padre è il musicista congolese Tabu Ley Rochereau, sua madre è di origini senegalesi. È lo zio della rapper belga Shay.
Dopo essere nato e cresciuto a Kinshasa, a 12 anni è arrivato a Béziers, prima di trasferirsi a vivere con la zia a Parigi. Venuto in Francia per continuare la sua formazione, ha vissuto a Osny e poi a Cergy fino a quando si è trasferito con la sua famiglia a Sartrouville negli Yvelines. Ha conseguito il diploma di maturità e il miglior voto dell'Accademia di Versailles all'orale di francese, quindi si è orientato verso gli studi di mediazione culturale e comunicazione. Fu dopo la laurea alla Sorbonne Nouvelle (Parigi III) che si dedicò completamente alla musica.

### DaÀ chaque frèreaEn noir et blanc(2007–2010)
Ha pubblicato il suo primo album da solista nel marzo 2007 con il nome To Each Brother, anche se inizialmente aveva pensato di chiamarlo Négritude. L'album contiene featurings come Diam's, Kool Shen, S'Pi e Mike Génie e ha venduto 50 000 copie. Nello stesso anno, è diventato un disco d'oro, ha anche lavorato come insegnante di scrittura nel reality show televisivo Popstars.
Il suo secondo album è stato finalmente pubblicato il 12 ottobre 2009 con una versione riadattata del controverso brano À Force De Le Dire (dove il nome di Zemmour è criptato); diventa un disco d'oro. Nel luglio 2009, il rapper ha composto la canzone La vie est speed, che è un estratto dalla colonna sonora del film Fast & Furious - Solo parti originali.

### Noir désir(2011-2013)
Per annunciare il suo futuro album, ha pubblicato un digitape (mixtape disponibile solo per il download legale) nel 2011 dal titolo En noir et blanc con brani inediti e remix. Il 23 gennaio 2012 è uscito il suo terzo album con il nome Noir D ****.
L'album ha registrato 16.142 vendite nella prima settimana, posizionandosi al primo posto nelle vendite di album rap. Era già nelle migliori vendite digitali quando l'album era ancora in pre-ordine. Nell'album ci sono collaborazioni con Taipan, Corneille, S-Pi, Sam's, Indila, LFDV e persino suo padre Tabu Ley Rochereau, artista congolese. Ha anche fatto partecipare Kery James al pezzo La vie est belle.
È co-autore del testo di Mohamed contenuto nel nuovo album 4 Love di Kenza Farah in omaggio a Mohamed Bouazizi.
Nel gennaio 2012, il candidato François Hollande gli ha proposto di rappare per la sua campagna presidenziale, ma Youssoupha ha rifiutato. Ha annunciato su Twitter che stava preparando la versione 2 di Noir Désir. Si è esibito il 28 settembre 2013 allo Stade de France per il concerto Urban Peace 3 insieme a IAM, Sexion d'Assaut e Maître Gims, Orelsan, DJ Abdel, La Fouine, Psy 4 de la Rime e Stromae.

### NGRTD(2014-2017)
Il 10 gennaio 2014 è stato distribuito un EP chiamato Boma Yé. Questo EP viene pubblicato in attesa del suo nuovo album. Il 9 febbraio 2015, Youssoupha ha pubblicato il primo singolo dall'album, intitolato Entourage.
NGRTD è stato commercializzato il 18 maggio 2015, quattro anni dopo Noir D ****, ed ha venduto 15 672 copie durante la prima settimana. È disco di platino certificato.
Nel 2015 ha collaborato con il rapper italiano Fabri Fibra, al brano Rock that Shit. Sempre nel 2015, Marion Maréchal-Le Pen, membro del Fronte Nazionale, ha dichiarato di ascoltare e apprezzare il rap di Youssoupha e il gruppo Sexion d'Assaut, in particolare Maître Gims. Youssoupha ha ringraziato la deputata di Vaucluse ironizzando sul fatto che il suo album si chiamava Négritude e le diede appuntamento a uno dei suoi concerti. Il rapper afferma di non fare politica anche se i suoi valori sono in contraddizione con quelli della FN e di Marion Maréchal-Le Pen.
L'album NGRTD è stato nominato per i Victoires de la musique 2016 nella categoria "Album di musica urbana dell'anno", ma il premio è andato a Nekfeu con il suo album Feu. L'album è certificato disco d'oro.

### Polaroïd Expérience(2018)
All'inizio di settembre 2018, Youssoupha ha annunciato il suo nuovo album, tre anni dopo l'uscita di NGRTD. Il suo album intitolato Polaroïd Expérience, è stato pubblicato il 28 settembre 2018

### Neptune Terminus(2021)
Il 19 marzo 2021 esce dopo tre anni di assenza il suo sesto album, composto da 14 tracce. In questo album dimostra eclettismo, condividendo il microfono con vari cantanti, come Gaël Faye, Imani e Josman.

### Amour Suprême(2025)
Il settimo album in studio di Youssoupha, Amour Suprême, è stato pubblicato il 24 gennaio 2025, con 13 brani e due bonus track in un'edizione da collezione.
L'album è stato annunciato durante il Préliminaires Tour, un mini-tour di tre date in piccoli locali nel novembre 2024. L'annuncio è stato accompagnato da un EP di tre tracce il 29 novembre 2024, intitolato Les Préliminaires.

## Impegno
Youssoupha rende omaggio all'attivista pro-democrazia congolese Rossy Mukendi nella sua clip Niama Na Yo.
Youssoupha partecipa nel 2016 alla terza edizione di Abbé Road, concerto di beneficenza della Fondation Abbé Pierre.

## Polemiche
Il 25 marzo 2009, il giornalista Éric Zemmour ha presentato una denuncia contro di lui per "minacce e insulti pubblici", ed ha vinto il processo contro Youssoupha, dopo la pubblicazione del brano À force de le dire, teaser per l'album Sur les chemins du retour, in cui Zemmour è citato per nome. Il 2 luglio 2012, la Corte d'Appello di Parigi ha finalmente stabilito che le affermazioni non erano diffamatorie perché "non superavano i limiti consentiti in termini di libertà di espressione artistica". Questa sentenza invalida quindi la precedente, datata 26 ottobre. A quel tempo, il tribunale penale di Parigi aveva emesso una sentenza sfavorevole nei confronti del rapper, condannandolo.
In risposta, il cantante, noto per il suo impegno nella non violenza, specifica in una intervista al quotidiano Le Parisien che si tratta di zittirlo non con la forza ma con argomenti: "Zittirlo è rimetterlo a posto". In un'altra intervista al quotidiano Le Monde, usa gli stessi argomenti in sua difesa, menzionando i processi subiti dai gruppi NTM, La Rumeur, Sniper, Monsieur R e Orelsan. Riprende gli argomenti menzionati in queste due interviste in una canzone sul suo album Noir D**** dal titolo Menace de Mort, includendo all'inizio della canzone diversi estratti televisivi nei emergono i sentimenti anti-immigrati espressi dai media e un estratto in cui Zemmour dice di essere stato vittima di una minaccia di morte.

## Televisione
- The Voice Afrique francophone[18] (VoxAfrica[19], 2017-2018 e 2020-2021) – Coach[20]

## Discografia

### Album in studio
- 2007 – À chaque frère
- 2009 – Sur les chemins du retour
- 2012 – Noir D****(parfois Noir D**** ou Noir Désir)
- 2015 – NGRTD
- 2018 – Polaroïd Experience
- 2021 – Neptune Terminus
- 2025 – Amour suprême

### EP
- 2011 – En noir et blac (En attendant Noir Désir)
- 2012 – On se connaît

## Riconoscimenti
- MTV Africa Music Awards 2014 - Miglior francofono (nominato)